# Abrogata lege abrogante non reviviscit lex abrogata
Abrogata lege abrogante non reviviscit lex abrogata è una locuzione latina che, tradotta letteralmente, significa abrogata la legge abrogante, la legge abrogata non ritorna in vigore. È un principio del diritto romano.
Questo, che viene detto anche brocardo, si riferisce ad un quesito importante circa le relazioni fra le norme in un sistema giuridico e per inverso, in senso più ampio, richiama, o forse ribadisce, l'esclusività della riserva normativa spettante al legislatore ed il divieto di ricorso a fonte deduttiva della norma: ad esempio, nel sistema giuridico qui sintetizzato, si suppone che sia esistita una legge "A", che si sottintende intenzionalmente ed espressamente composta dal legislatore, poi abrogata da una legge "B", altrettanto intenzionalmente ed espressamente composta dal legislatore. 
Quando la legge "B" venisse abrogata da un'ipotetica legge "C", sempre dal legislatore, questa abrogazione non restaurerebbe di per sé stessa la legge "A", ciò che sillogisticamente ci si potrebbe attendere, poiché nei sistemi in cui questo brocardo trova riscontro si richiede sempre che ogni e ciascuna norma sia comunque espressamente dichiarata dalle fonti autorizzate, mai dedotta (almeno in rango di norma, poiché l'interpretazione della norma si nutre ordinariamente di deduzione). 
In sostanza, la legge può intervenire su altre leggi solo quando questa è l'espressa volontà del legislatore, in mancanza della quale nessuno è autorizzato a trarre conclusioni per via deduttiva.
Vi è perciò, in questa visione, solo una possibile eccezione alla massima, e cioè quando la seconda legge abrogativa (la "C" dell'esempio) contenga precisa ed espressa (e non sottintesa) menzione di volontà di ripristino della legge originaria (la "A").
Il brocardo si congegna insieme all'altra celebre massima secondo la quale "Ubi lex voluit dixit, ubi noluit tacuit", per la quale "quando la legge ha inteso [regolare qualcosa], lo ha detto, quando non ha inteso [regolare alcunché] ha taciuto": in questo caso, se la seconda legge abrogativa ("C") non ha menzionato l'eventuale ripristino delle previsioni della legge originaria ("A"), ha taciuto sul punto (e si deve intendere: "volendo tacere", oppure "non avendo intenzione di non tacere"), dunque spetterà al legislatore esprimersi in argomento, ma solo se riterrà di farlo. 